# Necydalis wakaharai
Necydalis wakaharai är en skalbaggsart som beskrevs av Tatsuya Niisato och Ohbayashi N. 2004. Necydalis wakaharai ingår i släktet stekelbockar, och familjen långhorningar.
Artens utbredningsområde är Laos. Inga underarter finns listade i Catalogue of Life.